# Michail Semenjoek
Michail Semenjoek  (Wit-Russisch: Михаил Дмитриевич Семенюк) (Minsk, 15 juli 2000) is een Wit-Russische Internationaal Grootmeester dammen. 
Hij speelde in het seizoen 2019/20 in de Nederlandse damcompetitie voor Constant Charlois Rotterdam. 
Zijn beste resultaat is het winnen van het Europees kampioenschap 2018 in Moskou. 

## Resultaten in (inter)nationale kampioenschappen

### Jeugdkampioenschappen
Zijn succesvolste jaar als jeugddammer was 2018 waarin hij als tweedejaars junior zowel het Europees kampioenschap in Vilnius (met als nr. 2 Jitse Slump en nr. 4 Nick Waterink) als het wereldkampioenschap in Homel (met als nr. 2 Wouter Wolff en nr. 3 Nick Waterink) bij de junioren won. 
Hij eindigde in de Europese jeugdkampioenschappen op de 2e plaats in 2010 bij de welpen en in 2019 bij de junioren. 

### Wit-Russisch kampioenschap
Hij nam drie keer deel aan het Wit-Russisch kampioenschap dammen met de volgende resultaten:
| Jaar | Klassering | Score | W-R-V |
| ---- | ---------- | ----- | ----- |
| 2014 | 10e        | 11-5  | 1-3-7 |
| 2017 | 7e         | 10-9  | 2-5-3 |
| 2020 | 5e         | 11-12 | 3-6-2 |

### Europees kampioenschap
Hij nam één keer deel aan het Europees kampioenschap dammen met het volgende resultaat: 
| Jaar | Locatie | Klassering | Score | W-R-V |
| ---- | ------- | ---------- | ----- | ----- |
| 2018 | Moskou  | Goud       | 9-13  | 4-5-0 |

### Wereldkampioenschap
Hij nam één keer deel aan het wereldkampioenschap dammen met het volgende resultaat: 
| Jaar | Locatie      | Klassering | Score | W-R-V  |
| ---- | ------------ | ---------- | ----- | ------ |
| 2019 | Yamoussoukro | 15e        | 19-16 | 1-14-4 |